# Chris Black (Fußballspieler)
Christopher David „Chris“ Black (* 7. September 1982 in Ashington) ist ein ehemaliger englischer Fußballspieler.

## Karriere
Black stieg 2000 aus dem Nachwuchs des AFC Sunderland in den Seniorenbereich auf, kam aber lange Zeit nicht über Einsätze im Reserveteam hinaus. Seine ersten beiden Spiele für die Profimannschaft absolvierte der Mittelfeldakteur im Mai 2003 an den letzten beiden Spieltagen der Premier-League-Saison 2002/03, als der Erstligaabstieg Sunderlands bereits feststand. An der Seite von Kevin Kilbane, Gavin McCann und Sean Thornton bot Trainer Mick McCarthy Black in den beiden Partien gegen Aston Villa (0:1) und den FC Arsenal (0:4) jeweils in der Startaufstellung auf dem rechten Flügel auf. Nachdem er auch im Verlauf der folgenden Zweitligasaison nur zu einem Einsatz kam (0:3 gegen Crewe Alexandra), wechselte er im März 2004 ablösefrei zum Viertligisten Doncaster Rovers. Dort kam er am 27. März 2004 gegen Oxford United (Endstand 0:0) zu seinem Debüt, erschien aber in der folgenden Woche unentschuldigt nicht zum Training und kehrte in der Folge auch nicht mehr nach Doncaster zurück. Er trat anschließend nicht mehr im höherklassigen Fußball in Erscheinung.